# دقيم بالحرك (الضليعة)
'

تعديل مصدري - تعديل

دقيم بالحرك هي إحدى قرى عزلة الضليعة بمديرية الضليعة التابعة لمحافظة حضرموت، بلغ تعداد سكانها 164 نسمة حسب تعداد اليمن لعام 2004.